# Tympanogaster costata
Tympanogaster costata är en skalbaggsart som beskrevs av Perkins 2006. Tympanogaster costata ingår i släktet Tympanogaster och familjen vattenbrynsbaggar. Inga underarter finns listade i Catalogue of Life.